# キャシー (歌手)

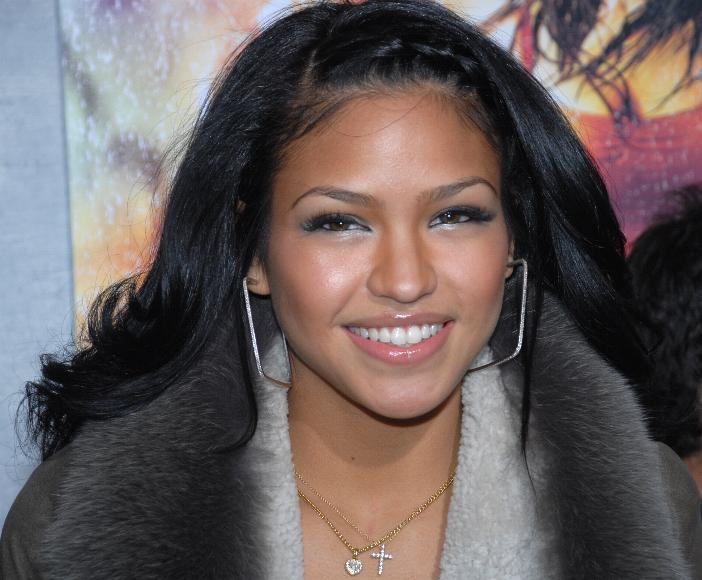
Cassie

キャシー（Cassie, 1986年8月26日 - ）は、アメリカ合衆国出身のR&B歌手で元ファッションモデルでもある。本名カサンドラ・ヴェンチュラ（Casandra Ventura）。

## プロフィール
父親がフィリピン人で母親はアンギラ系とセントビンセント系およびネイティヴアメリカンの血を引くアメリカ人である。コネチカット州ニューロンドン郡（New London County）出身。モデル時代の所属事務所は、Diddy（ショーン・コムズ）のレーベルBad Boy Records。
語学に堪能で英語とタガログ語とスペイン語が話せる。

## ディスコグラフィー

### アルバム
- ｢Cassie｣（2006年、Bad Boy Records）

### シングル
- ｢Me & U｣（2006年、Bad Boy Records）
- ｢Long Way 2 Go｣（2006年、Bad Boy Records）

## 映画
- ダンス・レボリューション ザ・ニュースタイル(2016年) - 主演・メレヤ 役